# Plopsa Indoor Hasselt
Plopsa Indoor Hasselt is het allereerste deels overdekte themapark van België in Hasselt, gelegen op de evenementensite Park H naast de Trixxo Arena. Het park behoort tot de Plopsa-groep, de themaparkdivisie van Studio 100.

## Geschiedenis
In 2004 kondigde Plopsa aan het eerste deels overdekte themapark van België te gaan bouwen in Hasselt bij de Grenslandhallen. Het park beslaat in totaal 10.800 m², waarvan 8.800 m² indoor en 2000 m² outdoor. De investeringskosten voor het nieuwe park bedroegen € 12,5 miljoen. Het themapark zou, net als Plopsaland de Panne, gethematiseerd worden met personages van Studio 100, zoals Samson & Gert, Kabouter Plop, K3, Mega Mindy en Bumba. Op 24 december 2005 opende het park zijn deuren voor het publiek.
Plopsa kondigde in 2010 aan het buitengebied te gaan uitbreiden van 2.000 m² naar 5.000 m² met meerdere nieuwe attracties; de uitbreiding heeft € 2,5 miljoen gekost.

## Attracties en horeca
Het park heeft 24 attracties verdeeld over het binnen- en buitengebied, 6 horecagelegenheden en een souvenirwinkel.

### Indoor
Attracties
- K3 Disco
- Het Theater
- De Botsauto's
- De K3 Zweefmolen
- Carrousel
- De Woeste Zee
- De Glijbaan
- De Scheve Schuit
- De Bootjes
- De Vuurtoren
- De Bumbaspeeltuin
- Het Vlot
- De Maya Speeltuin
- De Eendjes
- Het Ballenbad
- De Kikkers
- De Speelboom
- Wickie Coaster (voorheen: De Piratenbaan)

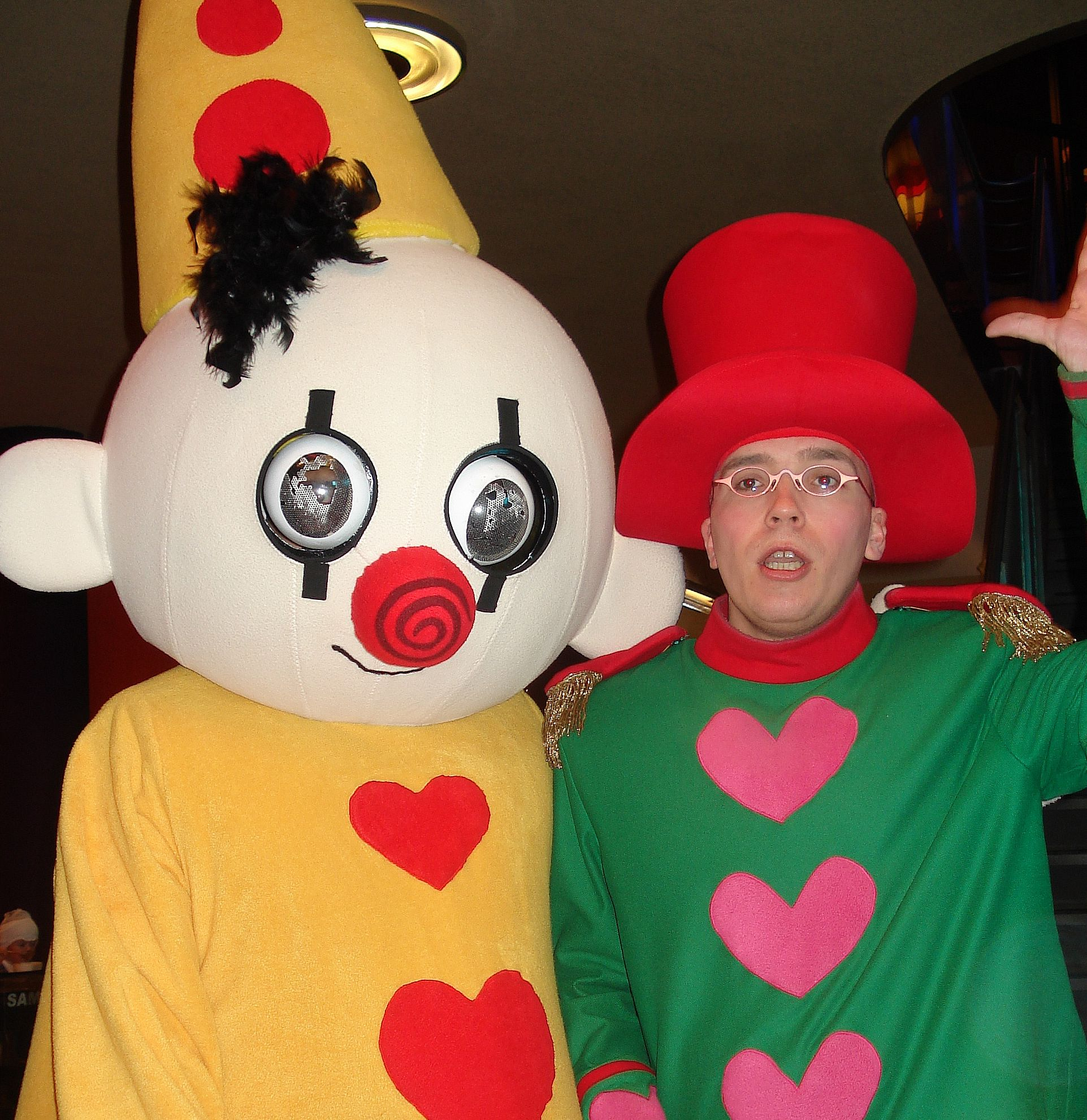
Bumba en de circusdirecteur na hun show (2008)

Horeca
- Panos
- Frieda Kroket
- Mevrouw Praline
- Studio 100 Café
- Het Plophuisje

### Outdoor
Attracties
- De Waterspeeltuin
- De Vliegende Fietsen
- De Klimberg
- De K3 Brandweermolen
- De Dansende Fonteinen
- Het K3 Verkeerspark

Horeca
- Heidihoek